# Clémence de Grandval
Clémence de Grandval (Saint-Rémy-des-Monts, 21 de gener de 1828-París, 15 de gener de 1907), nascuda com Marie Félicie Clémence de Reiset i coneguda també com a Vescomtessa de Grandval i Marie de Grandval, va ser una de les compositores més famoses del segle xix, encara que poc recordada en el cànon de la història de la música. Formada per Fréderic Chopin al piano, Laure Cinti-Damoreau en el cant i Friedrich von Flotow i Camille Saint-Saëns en la composició, es va consolidar ràpidament en la música de la societat francesa tant com a intèrpret com a compositora d'òperes, música simfònica i orquestral, de cambra i també música sacra i vocal.

## Biografia
Marie-Félicie-Clémence de Reiset nasqué el 21 de gener de 1828 al castell de Cour de Bois, a prop de Saint-Rémy-des-Monts, com la menor de les quatre filles del baró de Reiset de Chavanatte, d'alt grau militar, i Anne-Louis-Adèle del Temple de Mesière, baronessa de Reiset i escriptora de novel·les i contes.
Des de l'edat de sis anys rebé una sòlida educació musical per part de grans mestres, com Fréderic Chopin al piano i Laure Cinti-Damoreau en el cant. A partir de l'any 1842 també rebé classes de composició de Friederich von Flotow.
L'any 1849 s'estrenà per primera vegada com a compositora i cantant davant el públic de Saló en una sessió privada del violinista Jean Baptiste de Philémon Cuvillon, amb un Trio per a violí, violoncel i piano i cantant diverses cançons també pròpies. Hector Berlioz, compositor i un dels crítics parisencs més importants de la dècada de 1850, va quedar impressionat per Marie de Grandval, i no sols la va elogiar, sinó que va participar activament en els seus concerts, estrenant la seva Simfonia en Do major.
Es va casar amb Charles Grégoire Amable Enlart de Grandval l'any 1851, un capità militar amb qui va tenir dues filles, Isabelle i Thérèse.
Encara que des de 1852 ja començà a ser reconeguda professionalment per la societat francesa, Marie de Grandval seguí estudiant composició en privat amb Camille Saint-Saëns aproximadament dos anys. Durant les següents dècades va compondre un llarg catàleg d'obres, del qual destaquen treballs escènics, oratoris, obres orquestrals, composicions per a cant en solitari, música de cambra i obres per a piano, la majoria publicades sota pseudònims (Caroline Blangy, Clémence Valgrand i Marie Reiset de Tesier, entre d'altres). Per a les seves òperes, va treballar amb diversos llibretistes, com Michel Carré, Henri Meilhac, Georges Hartmann, Charles Grandmougin i Louis Gallet. També va compondre música sagrada: en destaca un Stabat Mater que va obtenir un gran èxit.
Des de 1871 també va participar activament com a compositora, cantant i pianista en la Societé Nationale de Musique, acompanyada de Camille Saint-Saëns, Cèsar Franck, Edouard Lalo, entre d'altres, i passà a formar part de la vida musical de la societat francesa de l'època. Al 1873, Pablo de Sarasate va estrenar la Fantasia per a violí i orquestra de Marie de Grandval en un concert al Paris Grand Hotel. Paul Taffanel, flautista i pedagog, juntament amb la pianista Louise Massart estrenaren la seva Sonata per a flauta i piano el mateix any. Durant els següents dos anys Marie de Grandval estrenà dos oratoris que causaren furor: el poema líric La Forêt ('El bosc'), amb llibret propi i dedicat a Saint-Saëns, i el drama espiritual Santa Inés, amb llibret de Louis Gallet. El concert per a oboè que Marie de Grandval va compondre el 1877 va establir-se com a cànon musical, una obra que esdevingué obligatòria als exàmens finals del Conservatori entre 1900 i 1908. La violinista Marie Tayau va dedicar el concert d'obertura de la seva sèrie de concerts "L'Art Moderne" de l'any 1878 a les composicions de Marie de Grandval, on es van interpretar tant obres orquestrals com algunes melodies.
L'any 1871 participà en la creació de la Société Nationale de Musique, i és la compositora més cotitzada de París. La seva missa i l'Stabat Mater són interpretades regularment en temples i esglésies de la ciutat. I, malgrat tot, se sent exclosa del món artístic. L'any 1880 se li va atorgar el Premi Rossini, juntament amb el seu llibretista Paul Collin, com a primera guanyadora d'aquest prestigiós guardó, per l'oratori La fille de Jaïre, per a solistes, cor i orquestra. I deu anys més tard va ser guardonada amb el Premi Chartier, un premi de música de cambra atorgat per l'Acadèmia de Belles Arts.
Fins a principis de 1890 (als 62 anys) Marie de Granval es presentava públicament amb les seves composicions tant com a cantant com com a pianista, i a poc a poc es va retirar dels escenaris.

## Llista d'obres

### Òperes
- Le sou de Lise (1859)
- Les fiancés de Rosa (1863), amb llibret d'Adolphe Choler
- La comtesse Eva (Baden Baden, 5 agost de 1864), amb llibret de Michel Carré
- Dona Maria Infante d'Espagne (1865), amb llibret de Leiser
- La Pénitente (1868), amb llibret de Henri Meilhac i William Busnach Bertrand
- Piccolino (1869), amb llibret de Achille de Lauzières
- La forêt: poème lyrique (1875), amb llibret de Clémence de Grandval
- Atala, poème lyrique (c. 1888), amb llibret de Louis Gallet
- Mazeppa (Bordeaux, 24 abril 1892), amb llibret de Charles Grandmougin i Georges Hartmann
- Le bouclier de diamant

### Música sacra i vocal
- Messe pour chœur et orchestre (Paris, 1867)
- Stabat Mater (1870)
- Agnus dei
- Gratias
- Kyrie
- Pater noster
- O salutaris
- Jeanne d'Arc: scène (1862), llibret de Casimir Delavigne
- Regrets: scène-mélodie (1866)
- Absents: scène-mélodie (1866)
- Sainte-Agnès (1876), oratori d'un llibret de Louis Gallet
- Villanelle (1877), duet amb flauta
- La ronde des songes: scène fantastique (1880), llibret de Paul Collin,
- La fille de Jaïre (1881), oratori d'un llibret de Paul Collin,
- Heures, per a quatre veus
- Rien du Tout, cantata.

### Música orquestral
- Simfonia
- Gavotte per a piano i orquestra (1885)
- Concertino per a violí i orquestra
- Concert per a oboè en re m
- Esquisses symphoniques (1874)
- Ronde de nuit (1879)
- Divertissement hongrois (1890)
- Callirhoé, ballet -symphonie

### Música de cambra
- Suite de Morceaux, per a flauta i piano (1877),
- Chanson suisse per a violoncel i piano (1882),
- 3 peces per a violoncel i piano (1882) Andante con moto, serenata i cant serbi
- 2 peces per a violoncel i piano (1882)
- Preludi i variacions per a violí i piano (1882),
- Ronde de nuit (1883), arranjament per a dos pianos
- 2 peces per a oboè, violoncel i piano (1884),
- Gavotte per a violoncel, contrabaix i piano (1885),
- 2 peces per a clarinet i piano (Invocation i Air slave) (1885)
- Morceaux pour a cor anglais (ou clarinette) (vers 1900),
- 2 nocturns per a piano, opus 5 i 6,
- Sonate per a violí i piano, opus. 8,
- Mazurka du ballet, per a dos pianos
- Musette pour violon
- Ofertori per a violí, violoncel, arpa i piano
- 4 pièces per a corn anglès i piano
- Romance per a violoncel, contrabaix i piano
- Septet
- Trio per a oboè, fagot i piano
- Trio per a oboè, violoncel i piano
- 2 trios per a piano, violí i violoncel
- Valse mélancolique per a flauta i arpa

### Melodies
- Col·lecció de 50 cançons
- Le bohémien (1864), text de Michel Carré
- La délaissée (1867), text de J. du Boys
- Avril (1869), text de Rémy Belleau
- Éternité (1883), text de Paul Collin
- Six poésies de Sully Prudhomme (1884)
- Noël! (1901), text de Sully Prudhomme
- Menuet (1902), text de Fernand Gregh
- Fleur de matin
- Les Lucioles
- Rose et Violette